# 316

## Úmrtí
- svatý Blažej

## Hlavy států
- Papež – Silvestr I. (314–335)
- Římská říše – Constantinus I. (306–337) + Licinius (308–324)
- Perská říše – Šápúr II. (309–379)
- Kušánská říše – Šaka (305–335)